# Svatá Maří
Svatá Maří (en allemand : St. Magdalena) est une commune du district de Prachatice, dans la région de Bohême-du-Sud, en République tchèque. Sa population s'élevait à 607 habitants en 2023.

## Géographie
Svatá Maří se trouve dans la Forêt de Bohême, à 5 km à l'est-nord-est de Vimperk, à 14 km au nord-ouest de Prachatice, à 49 km à l'ouest-nord-ouest de České Budějovice et à 121 km au sud-sud-ouest de Prague.

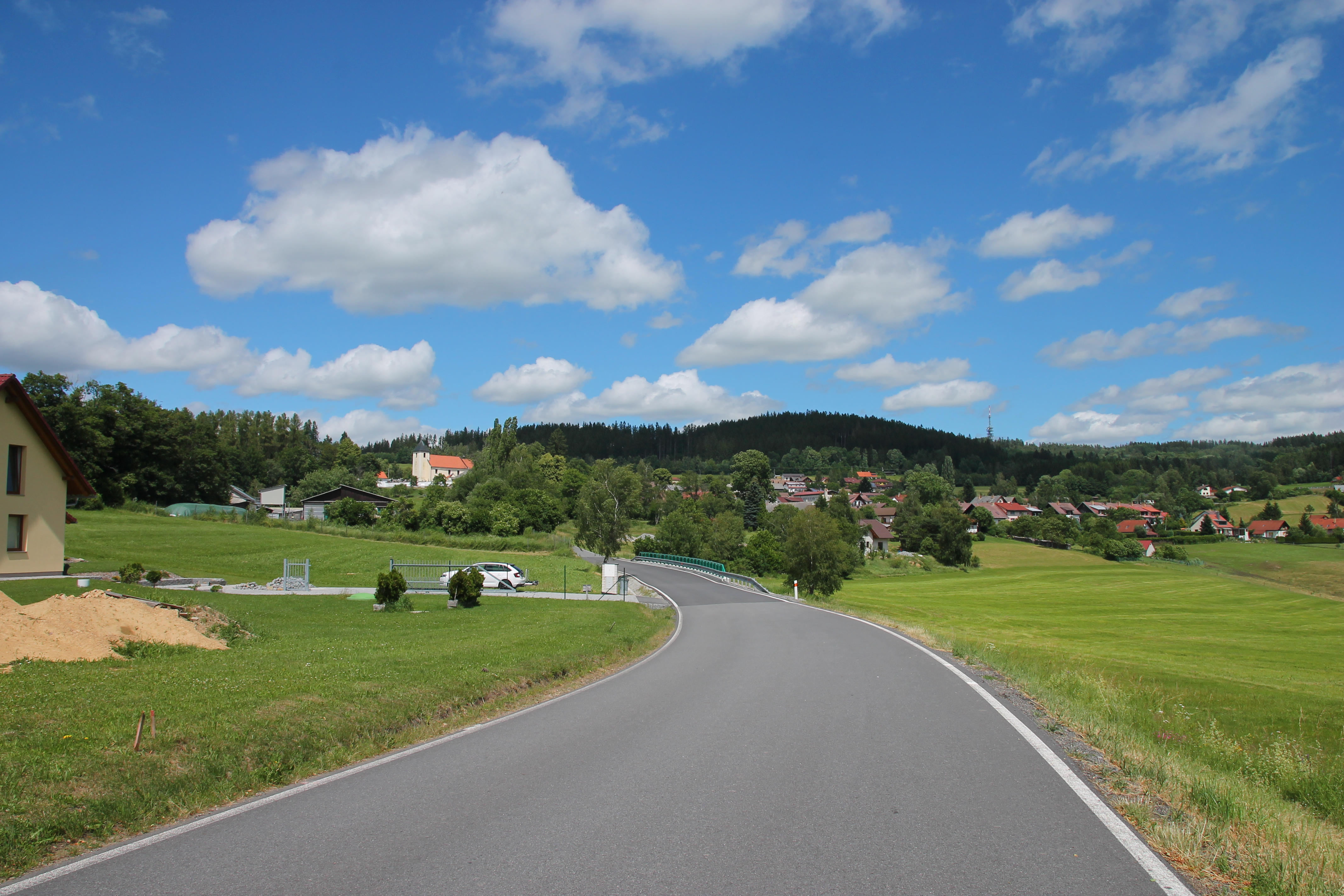
Vue générale de Svatá Maří.
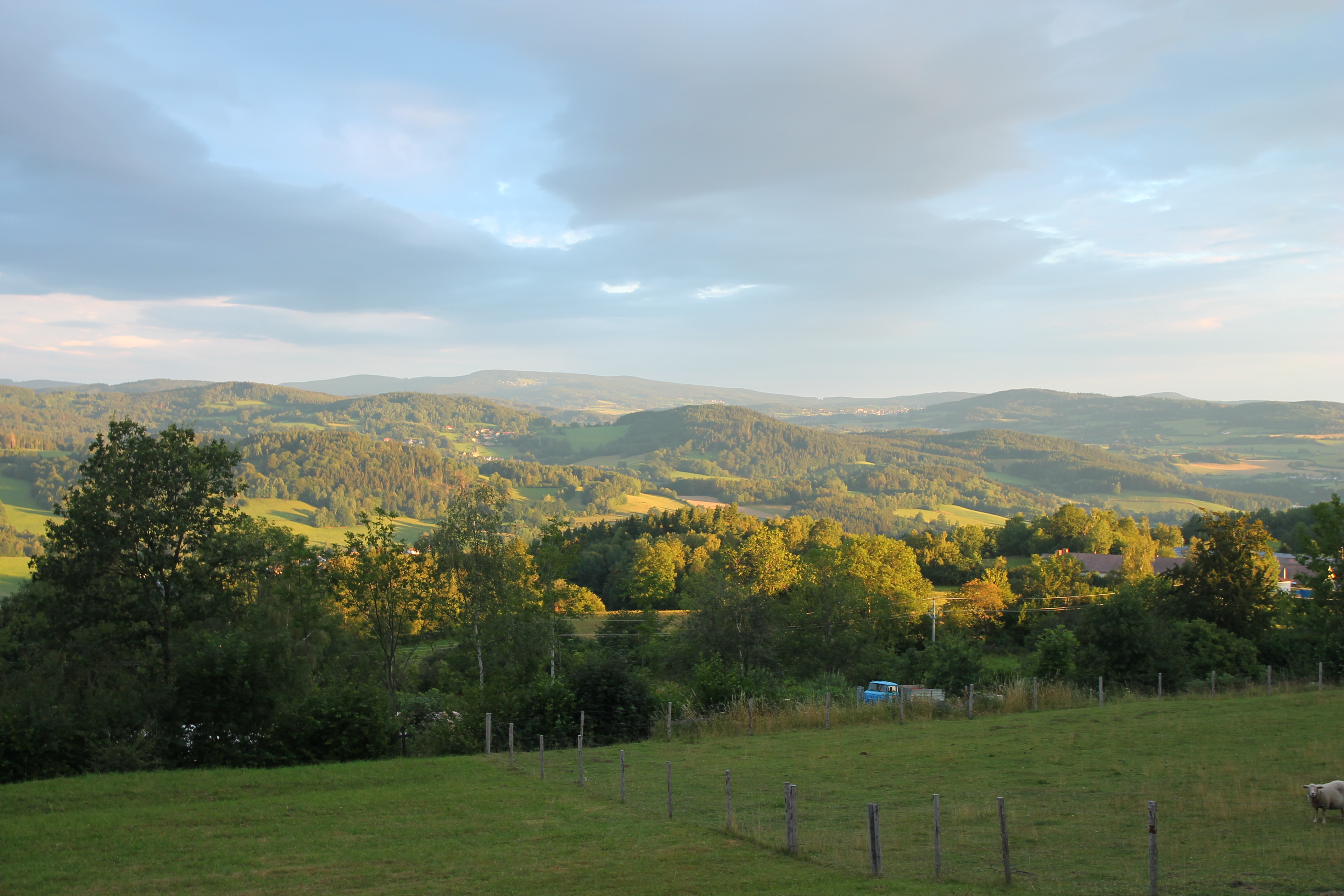
Vue de la montagne Javorník et des contreforts de la Šumava depuis le village de Štítkov.

La commune est limitée par Bohumilice au nord, par Bošice et Radhostice à l'est, par Buk au sud, et par Vimperk à l'ouest.

## Histoire
La première mention écrite du village date de 1352.

## Administration
La commune se compose de six sections :
- Brdo
- Smrčná
- Svatá Maří
- Štítkov
- Trhonín
- Vícemily

## Galerie

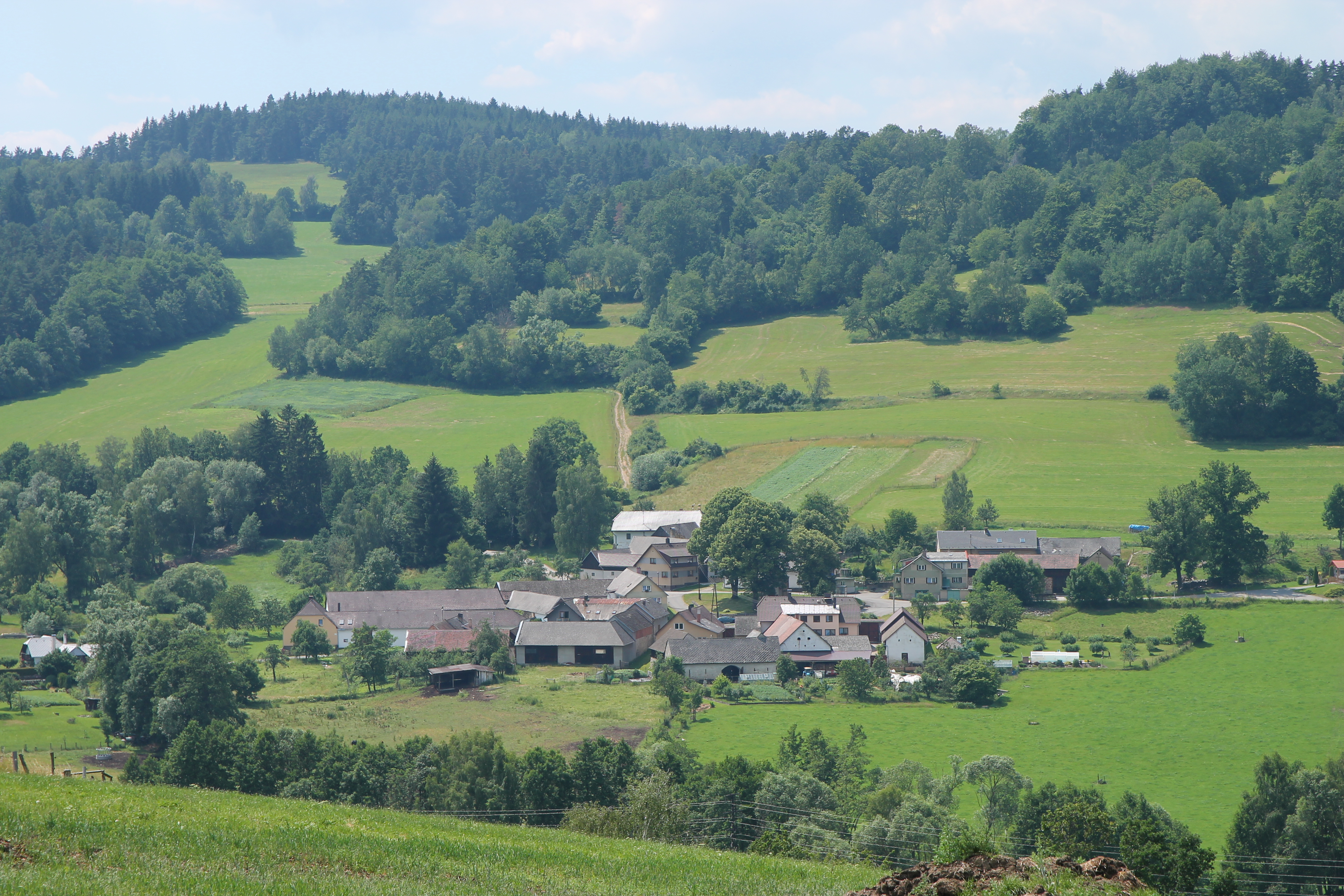
Hameau de Smrčná.
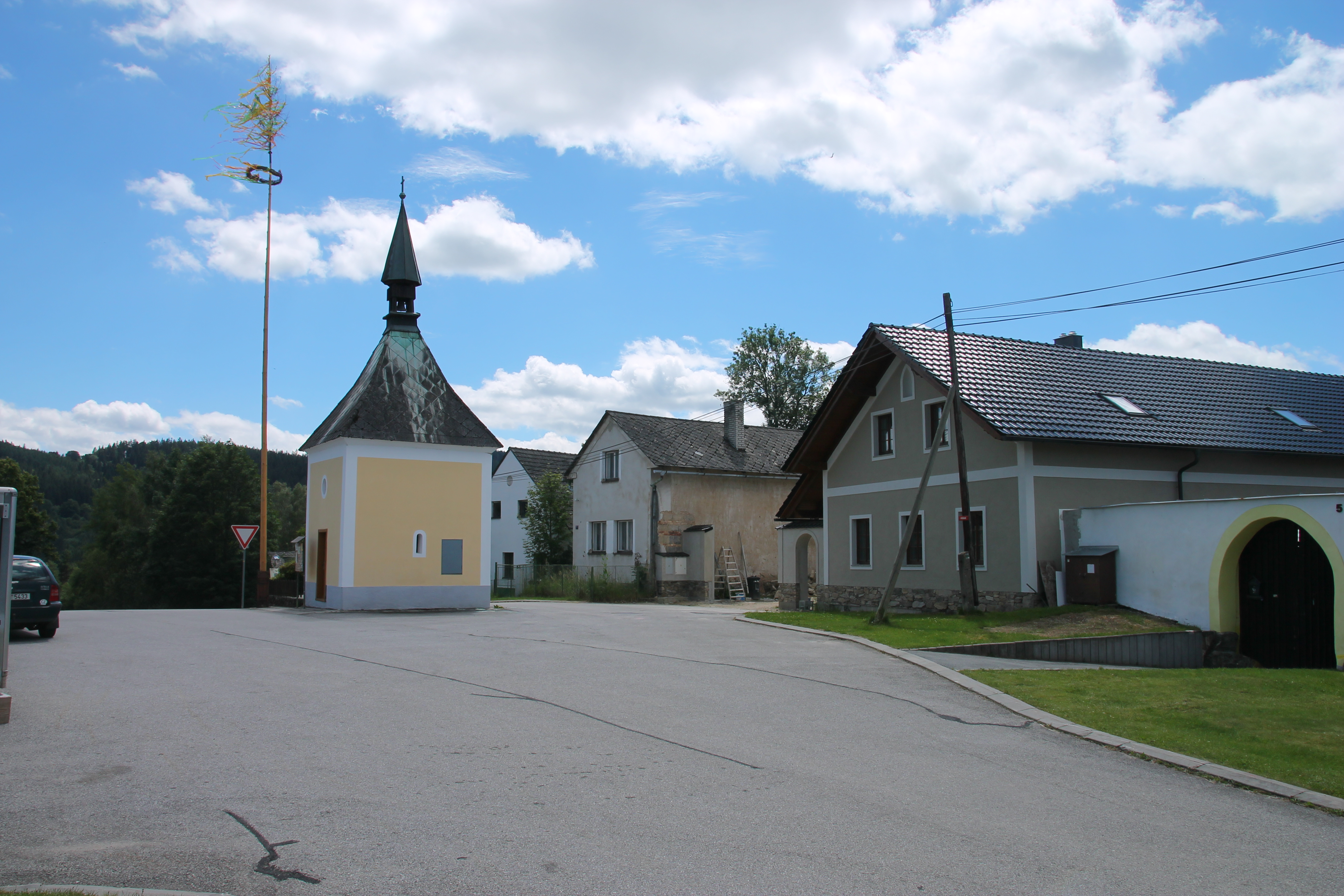
Chapelle à Trhonín.

## Transports
Par la route, Svatá Maří se trouve à 6 km de Vimperk, à 20 km de Prachatice, à 57 km de Ceské Budejovice et à 144 km de Prague.